# Mohn ist auch eine Blume
Mohn ist auch eine Blume (Originaltitel: The Poppy Is Also a Flower) ist ein starbesetzter Antidrogenfilm von Terence Young aus dem Jahr 1966. Als Vorlage für die französisch-österreichisch-amerikanische Koproduktion diente eine Geschichte von Ian Fleming.

## Handlung
Als der US-amerikanische Rauschgiftermittler Benson in der iranischen Wüste ermordet wird, nachdem er einem Nomadenführer Opium hat abkaufen wollen, schicken die Vereinten Nationen die Agenten Lincoln und Jones an den Persischen Golf, um den dort ansässigen Drogenring zu zerschlagen. Ihr Auftrag führt die beiden Agenten zunächst nach Teheran, wo sie Linda, angeblich die Witwe von Benson, antreffen. Kurze Zeit später ist sie jedoch schon wieder verschwunden. Zusammen mit UN-Wissenschaftlern gelingt es den beiden Agenten, eine Fracht mit Opium abzufangen, sie mit radioaktiver Leuchtspur zu markieren und sie erneut in Umlauf zu bringen, um sie dann mit Hilfe eines Geigerzählers durch den Drogenverkehr zu verfolgen. Eine Zeit lang bleiben sie dem Opium auf der Spur, bis diese sich verliert.
Schließlich berichtet die Polizei von Neapel, die besagte Fracht bei einem gewissen Playboy namens Serge Markos in Monte Carlo beschlagnahmt zu haben. Lincoln ist bereits unterwegs und sucht den wohlhabenden Markos auf dessen Yacht auf. Als er dort eintrifft, ist eine fröhliche Party im Gange, bei der er überraschenderweise die attraktive Linda wiedersieht. Auf der Suche nach Antworten, versucht Lincoln Markos Frau Monique zu befragen. Diese ist jedoch hoffnungslos drogensüchtig und kann daher keinerlei Auskünfte geben. Am nächsten Morgen wird Lincoln tot aufgefunden. Nun muss Agent Jones den Auftrag allein weiterführen. Dazu verfolgt er Markos in einem Zug nach Paris. Auch diesmal ist die geheimnisvolle Linda an Bord, die sich schließlich als UN-Agentin zu erkennen gibt. Nachdem sie einer Attacke von Markos’ Männern hat entkommen können, kehren sie zu dessen Yacht zurück, wo sie schließlich genug Beweise finden, die Markos sowohl als Kopf des Rauschgiftrings als auch als Mörder entlarven.

## Hintergrund
Der Film basiert auf einer Geschichte des James-Bond-Erfinders Ian Fleming. Produziert wurde Mohn ist auch eine Blume als letzter von vier Fernsehfilmen der Vereinten Nationen, um deren Rolle und Missionen in der Weltpolitik und Diplomatie zu illustrieren. International wurde er auch als Kinofilm veröffentlicht. Die Darsteller erhielten jeweils ein symbolisches Honorar von nur einem Dollar. Gedreht wurde unter anderem an Originalschauplätzen im Iran, in Neapel, Rom, Nizza und Monte Carlo.
Zu Beginn des Films ist in einer Einleitung Grace Kelly alias Fürstin Gracia Patricia von Monaco als sie selbst zu sehen. Auch Sänger Trini López hat einen Gastauftritt als er selbst und singt die Songs La Bamba und Lemon Tree.
Alternativtitel im englischen Sprachraum sind Poppies Are Also Flowers, The Opium Connection, Operation Opium und Danger Grows Wild.

## Kritiken
Für das Lexikon des internationalen Films war Mohn ist auch eine Blume ein „[s]pannender, weil flüssig inszenierter Agentenfilm“. Zwar sei „die Plausibilität der Story […] von manchen Unwahrscheinlichkeiten getrübt“, doch komme sie „immerhin ohne vordergründige Sex- und Gewalteinlagen über die Runden“. Der Evangelische Filmbeobachter sah in dem Film nur einen „[d]urchschnittliche[n] Reißer […], der die Informationen über die Bekämpfung des illegalen Rauschgiftschmuggels nur zum Vorwand für eine kolportagehafte Handlung nimmt“. Das Ergebnis sei schlicht „[ü]berflüssig“.
Das US-Magazin Time erkannte in Mohn ist auch eine Blume einen „weiteren James-Bond-Film ohne James Bond“. So werde sich eine Vielzahl an Zuschauern wünschen, „dass er auch ohne Film gedreht worden wäre“. Das „Beste“ sei immerhin noch, „dass er wie Rauschgift wirkt, aber kaum süchtig macht“. Dem Motion Picture Herald zufolge mache eine „beeindruckende Besetzung mit populären Namen […] den Reiz dieses Films aus“. Es sei jedoch „schade, dass der Dialog aus Jo Eisingers Drehbuch der Geschichte häufig nicht gerecht wird“. Weekly Variety befand, dass „die Starbesetzung glücklicherweise einheitlich“ in der Lage sei, „individuelle Charaktere ausreichend zu beherrschen, um ihre kleinen Rollen glaubhaft zu machen“.

## Auszeichnungen
Eli Wallach gewann 1967 für seine Rolle in Mohn ist auch eine Blume einen Emmy in der Kategorie Bester Nebendarsteller in einem Drama; er setzte sich damit gegen die gleichfalls Nominierten Leo G. Carroll und Leonard Nimoy durch.

## Deutsche Fassung
Die deutsche Synchronfassung entstand 1966 bei der Studio Hamburg Synchron nach dem Dialogbuch von Hans Harloff und unter der Dialogregie von Werner Bruhns.
| Rolle                     | Darsteller           | Synchronsprecher       |
| ------------------------- | -------------------- | ---------------------- |
| Coley Jones               | E. G. Marshall       | Heinz Engelmann        |
| Sam Lincoln               | Trevor Howard        | Günther Ungeheuer      |
| Serge Markos              | Gilbert Roland       | Friedrich Schütter     |
| Monique Markos            | Rita Hayworth        | Inge Langen            |
| Captain Vanderbilt        | Anthony Quayle       | Horst Niendorf         |
| Linda Benson              | Angie Dickinson      | Brigitte Grothum       |
| Colonel Salem             | Yul Brynner          | Rolf Boysen            |
| „Happy“ Locarno           | Eli Wallach          | Ullrich Haupt          |
| Nachtclubtänzerin         | Senta Berger         | Senta Berger           |
| Inspektor Mosca           | Marcello Mastroianni | Peer Schmidt           |
| Benson                    | Stephen Boyd         | Werner Bruhns          |
| Dr. Rad                   | Omar Sharif          | Günther Dockerill      |
| Dr. Bronovska             | Nadja Tiller         | Nadja Tiller           |
| Superintendent Roche      | Georges Géret        | Lothar Grützner        |
| Salah Rahman Khan         | Hugh Griffith        | Heinz Klevenow         |
| General Bahar             | Jack Hawkins         | Arnold Marquis         |
| Polizeihauptmann Di Nonno | Amedeo Nazzari       | Friedrich Schoenfelder |
| Martin                    | Harold Sakata        | Rudolf Fenner          |
| Chasen                    | Barry Sullivan       | Hellmut Lange          |
| Dr. Pineau                | Howard Vernon        | Günther Jerschke       |
| als er selbst             | Trini López          | Charles Brauer         |